# Jaime Silva (cestista)
Jaime Sousa Bernardes Silva (Ovar, 4 giugno 1980) è un ex cestista portoghese.